# Paul Denis Navero
 (mai 2025).
Paul Denis Navero (né en 2002 à Rennes), dit Paul Dena, est un pratiquant français d'arts martiaux mixtes et créateur de contenu. Champion de France amateur en 2023 et médaillé de bronze aux Championnats d’Europe 2024, il réussit ses débuts professionnels à Bordeaux le 24 mai 2025,.

## Biographie
Originaire de Rennes, Navero débute le judo à quatre ans, obtient sa ceinture noire puis complète sa formation par la lutte olympique. Inspiré par le biopic Notorious, il partage dès 2019 son parcours sur YouTube et TikTok, cumulant plus de 500 000 abonnés. En 2023, il décroche le titre national des − 66 kg sous l'égide de la Fédération française de MMA. Le 14 septembre 2024, il met KO l'Anglais Alex Andrews en cinq secondes à Colmar, record d’Hexagone MMA.  Il obtient ensuite la médaille de bronze aux Championnats d'Europe IMMAF 2024, à Belgrade
Navero passe professionnel lors d'Hexagone MMA 29 à l'Arkéa Arena (Bordeaux), le 24 mai 2025, dominant Saber Talmoust par TKO (arrêt de l’arbitre) au second round. Il réaffirme alors sa volonté de « faire rayonner la France » rejetant tout extrémisme.

## Style de combat
Grappler offensif, Dena associe projections de judo, contrôle en lutte et high-kicks, signature de son KO en cinq secondes.

## Palmarès et distinctions
- Champion de France MMA − 66 kg (2023)[5]
- Médaille de bronze — Championnats d'Europe IMMAF (2024)[4]
- Record Hexagone MMA : KO le plus rapide (5 s) — vs Alex Andrews, 14 septembre 2024[2]

### Historique des combats
| 1 combats      | 1 victoires | 0 défaites |
| Par KO         | 1           | 0          |
| Par soumission | 0           | 0          |
| Sur décision   | 0           | 0          |

| Résultat | Record | Adversaire     | Méthode                  | Événement       | Date        | Round | Temps | Lieu             | Notes                 |
| -------- | ------ | -------------- | ------------------------ | --------------- | ----------- | ----- | ----- | ---------------- | --------------------- |
| Victoire | 1-0    | Sabir Talmoust | TKO (arrêt de l'arbitre) | Hexagone MMA 29 | 24 mai 2025 | 2     | 1:14  | Bordeaux, France | Débuts professionnels |